# Ісламово (Баймацький район)
Ісла́мово (рос. Исламово, башк. Ислам) — присілок у складі Баймацького району Башкортостану, Росія. Входить до складу Юмашевської сільської ради.
Населення — 4 особи (2010; 8 в 2002).
Національний склад:
- башкири — 100%